# Gaiateori

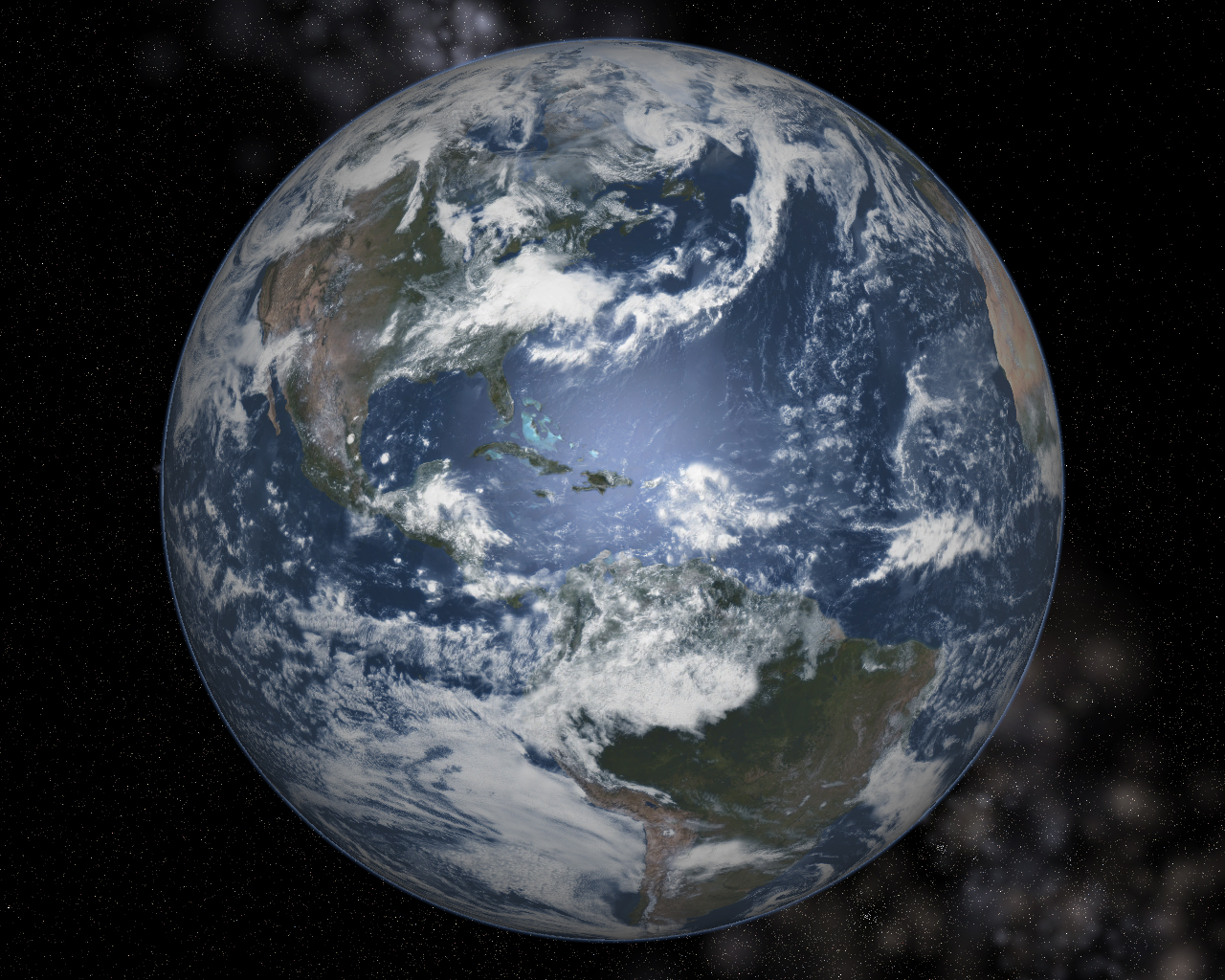
Enligt inledningen till tv-serien planeten var det bilder som denna, på jorden sedd utifrån, som inspirerade forskare att se jorden som ett system där allt hänger ihop.

En gaiateori (efter Gaia) är en teori där livet självt antas påverka jordens biosfär för att skapa och upprätthålla goda livsförhållanden. Den första gaiateorin skapades av den engelska atmosfärforskaren James Lovelock 1969, och vidareutvecklades sedan av mikrobiologen Lynn Margulis, 1974. I sin hypotes sa Lovelock att all levande materia på jorden kunde ses som en övergripande enhet. Han kallade detta självreglerande system till Gaia efter titanen med samma namn i den grekiska mytologin.
De flesta gaiateorier har rykte om sig att bara vara en vetenskapligt undermålig och kvasimystisk filosofering om jorden. Lovelocks hypotes möttes till exempel av mycket motstånd från andra vetenskapsmän när han lanserade den. Idag ifrågasätter dock ingen gaiateorierna på ett visst plan, att livet och den fysiska miljön har en omfattande påverkan på varandra.

## Teoriernas grunder
Grundtanken i en gaiateori är att biomassan självreglerar förhållandena på planeten (detta gäller i synnerhet temperatur och kemisk sammansättning av atmosfären) för att göra den fysiska miljön mer anpassad till de organismer som utgör dess liv. För att illustrera detta använde sig James Lovelock av en enkel simuleringsmodell, den så kallade daisyworldsimulationen.
Huruvida ett gaiasystem finns på jorden debatteras fortfarande. Att det finns relativt enkla sådana system är dock generellt sett accepterat. Ett exempel är att när koldioxidhalten i atmosfären stiger växer växterna till sig i mängd och storlek och tar på så sätt bort mer koldioxid, vilket får en stabiliserande effekt. Till vilken grad detta stabiliserar jordens övergripande klimat är dock ännu inte känt.

## Teoriernas spännvidd
I dagsläget rör sig gaiateorierna i ett brett spektrum, från allmänt accepterade idéer till ytterst radikala.
På ena sidan finns det oförnekbara påståendet att jordens organismer radikalt har förändrat planeten.
Lite mer motsagt är synsättet att jordens biosfär effektivt agerar som ett självorganiserande system som strävar efter en balans där livet kan existera. Anhängare ser vanligtvis denna aktivitet som en automatisk effekt av ekosystemet, där varje art strävar efter sin egen överlevnad och där alla olika arters strävan balanserar ut varandra till en jämvikt. Forskare som opponerar sig mot detta synsätt brukar peka på att livet på jorden vid flera tillfällen har utsatts för våldsamma plötsliga förändringar, till exempel när jordens atmosfär blev syrerik. Detta anser dock anhängarna stödja deras teori då denna förändring gav en bättre levnadsmiljö.
En kontroversiell grupp gaiateoretiker hävdar att allt levande är en del av en större varelse, kallad Gaia. I denna teori är atmosfären, haven och jordskorpan alla produkter av Gaia, genom dess varelsers samexisterande och olikheter. De flesta vetenskapsmän avfärdar denna teori, även om den anses vara vetenskapligt möjlig.
Den mest radikala formen av gaiateorier hävdar att jorden är en organism. Enligt teorin påverkar organismen medvetet klimatet för att förbättra livsvillkoren. Denna teori backas inte upp av några som helst vetenskapliga bevis. Teorin tros fått sin grund av att människor har lätt för att tro att komplexa system måste styras av någon/något.
Alla spekulativa versioner av gaiateorin, där man tror att jorden är en medveten entitet, förkastas av vetenskapen. Dessa kallas istället för gaiafilosofi.

## Reglering av den globala temperaturen
Sedan livet startade på jorden har energin från solen ökat med 25 % till 30 %; men planetens yttemperatur har hållit sig inom nivåerna för beboelighet och nått ganska regelbundna låga och höga marginaler. Växthusgaser förstärker atmosfärens förmåga att värma jordytan. Detta balanseras av Vattnets kretslopp, vilket stabiliserar vädret och minskar den globala uppvärmningen.